# 사실주의
사실주의(寫實主義, Realism)는 낭만주의와 함께 19세기 후반에 성행한 예술 사조이다.

## 문학
발자크, 스탕달에서 비롯하여, 플로베르에서 확립되고, 다시 졸라의 자연주의를 낳았다. 자연이나 인생 등 문학의 대상을 객관적 태도로써 현실을 있는 그대로 묘사하려고 하는 작가의 자세라는 의미로서는 묘사주의라고도 번역된다. 보통 사실주의라고 번역되는 의미에서는 유형적인 표현보다 대상의 개성적 특징을 명확히 묘출(描出)하여, 그 미화(美化)나 주관에 의한 대상의 변모를 피하고, 어디까지나 객관적으로 사실을 표현하는 방법을 말한다. 자연주의는 그것을 다시 실증주의(實證主義)와 과학적 방법에 의해서 해부하고 분석하려고 한 것으로서, 근대 과학의 성과에서 의식적으로 생겨난 것이다.
사실주의를 광의로 해석하면 아리스토텔레스가 "예술은 자연을 모방한다"라고 말하고 있는 바와 같이, 모든 예술의 근본적 요소라고 생각된다. 다만 무엇을 '사실'로 볼것이냐에 따라 사실주의도 얼마든지 다른 모습이 될 수 있다. 과학적인 '사실'과, 사회적 '현실'은 둘 다 영어로는 리얼(real)로 표기되지만, 이 둘은 전혀 다른 것이기 때문이다.
한국에서는 1920년대 이후에 현진건의 《타락자》, 《새빨간 웃음》 등과 최서해, 이효석, 김유정의 작품 등에 의한 산문 문학의 탄생으로써 각성을 가져왔다.

## 미술
1850년에 쿠르베가 유명한 대작 《오르낭의 매장(埋葬)》(A Burial At Ornans)을 발표했을 때, 당시의 비평은 세상에 존재하는 가장 더럽고 괴상한 것을 최악의 추악으로 나타낸 것이라고 꾸짖었다. 다음 1855년에 쿠르베는 특설 개인전 화랑에서 《화가의 아틀리에》를 공개했는데, 그는 회장 입구에 '리얼리즘'이라고 써 붙였다. 서양화의 묘사는 예전부터 철저한 사실을 기본으로 한 것이었으나 특히 사실주의라고 불렸으니만큼 그것은 철저한 성격을 갖는 것이었다. 그것은 사물을 깨끗하게 하고 미화하여 그리는 고전파나, 정열이나 문학적 매력을 구하는 낭만파에 정면으로 도전하는 것이었다. 쿠르베는 천사는 보이지 않기 때문에 그리지 않는다고 했으며, 그의 눈앞에 보이는 현실을 고의로 아름답게 그리는 것이 아니고, 아무런 용서도 없이 현실 그대로 나타낼 것을 주장하고 있다. 그것은 형상에도 색채에도 가장 정확한 관찰을 하여 현실의 재현을 철저하게 할 뿐이다. 더구나 소재도 철저하여 종래의 미술이 외면하던 사회의 가난한 일면이나 노동의 가혹한 실체를 진실로 당면한 사실로서, 박력 있는 묘사로 드러내고 있다. 현실을 보이는 그대로 그리는 표현은 17세기 네덜란드 회화에서도 명백하지만, 쿠르베 작품은 유례없는 박진력을 낳기 때문에 반대측에 있는 사람은 자연을 추하게 만든다고까지 떠들어댔다. 더구나 당시는 시민계급 외에 민중의 입장이 강화되는 시대로서, 쿠르베는 가장 급격한 사회 사상가의 한 사람으로서 깊이 투쟁의 형식까지 취하여 사실주의를 진전시켰다.

## 같이 보기
- 자본주의 사실주의
- 극사실주의
- 마술적 사실주의
- 이동파
- 수퍼리얼리즘
- 라파엘 전파
- 사회적 사실주의
- 거리 사진
- 앤서니 블런트

## 참고 문헌
- 이 문서에는 다음커뮤니케이션(현 카카오)에서 GFDL 또는 CC-SA 라이선스로 배포한 글로벌 세계대백과사전의 내용을 기초로 작성된 글이 포함되어 있습니다.